# 上固乡
上固乡，是中华人民共和国江西省吉安市永丰县下辖的一个乡镇级行政单位。

## 行政区划
上固乡下辖以下地区：
上固村、桥背村、石溪村、回龙村、章田村、暗坑村和汉下畲族村。